# روهدل گوردون
روهدل گوردون (انگلیسی: Rohdell Gordon؛ زادهٔ ۲۸ مارس ۱۹۹۶) بازیکن فوتبال اهل بریتانیا است.
از باشگاه‌هایی که در آن بازی کرده‌است می‌توان به باشگاه فوتبال بروملی، باشگاه فوتبال استیونج، باشگاه فوتبال بیشاپس استورتفورد، و باشگاه فوتبال چلمزفورد سیتی اشاره کرد.